# Чемпионат Вьетнама по шахматам
Чемпионаты Вьетнама по шахматам проводятся с 1980 года у мужчин и с 1983 года у женщин. Организатором соревнования выступает Шахматная федерация Вьетнама (вьет. Liên đoàn Cờ Việt Nam).
Соревнование является ежегодным (исключением стал только 1989 год, когда турниры не состоялись ввиду проведения в стране национального спортивного конгресса).
До 1999 г. включительно турниры проводились в Ханое (за исключением 1984, 1986, 1992 годов).
Изначально турниры проводились по круговой системе. С 2002 года звание чемпиона страны стало разыгрываться в 2 этапа: отборочный турнир по швейцарской системе в 7, 9 или 11 туров, а затем — плей-офф. С 2014 года организаторы перешли к одноступенчатой системе и выявляют сильнейшего в турнире по швейцарской системе (9 или 11 туров).
Лидером по количеству завоеванных чемпионских титулов у мужчин является гроссмейстер Дао Тхьен Хай, победивший в 6 чемпионатах. На один титул меньше у гроссмейстеров Ты Хоанг Тхонга и Нгуен Ань Зунга. У женщин 5 чемпионских титулов имеет гроссмейстер Хоанг Тхи Бао Чам. По 4 раза в чемпионатах побеждали Ле Кьеу Тхьен Ким и Фам Ле Тхао Нгуен.

## Хронологическая таблица
| Год  | Город    | Победитель     | Победительница         |
| ---- | -------- | -------------- | ---------------------- |
| 1980 | Ханой    | Лыу Дык Хай    |                        |
| 1981 | Ханой    | Данг Тат Тханг |                        |
| 1982 | Ханой    | Данг Ву Зунг   |                        |
| 1983 | Ханой    | Данг Тат Тханг | Фам Тхи Хоа            |
| 1984 | Донгнай  | Данг Тат Тханг | Ле Тхи Фыонг Нгок      |
| 1985 | Ханой    | Данг Ву Зунг   | Ле Тхи Фыонг Нгок      |
| 1986 | Хюэ      | Ты Хоанг Тхонг | Нго Нгуен Чау          |
| 1987 | Ханой    | Ты Хоанг Тхонг | Фам Нгок Тхань         |
| 1988 | Ханой    | Хо Ван Хюинь   | Нго Нгуен Чау          |
| 1990 | Ханой    | Хо Ван Хюинь   | Фам Нгок Тхань         |
| 1991 | Ханой    | Ты Хоанг Тхонг | Кхыонг Тхи Хонг Ньюнг  |
| 1992 | Хюэ      | Дао Тхьен Хай  | Фан Хюинь Банг Нган    |
| 1993 | Ханой    | Нгуен Ань Зунг | Нгуен Тхи Тхуан Хоа    |
| 1994 | Ханой    | То Куок Кхань  | Хоанг Ми Тху Зянг      |
| 1995 | Ханой    | Нгуен Ань Зунг | Май Тхань Хыонг        |
| 1996 | Ханой    | Ты Хоанг Тхай  | Чан Тхи Ким Лоан       |
| 1997 | Ханой    | Нгуен Ань Зунг | Нгуен Тхи Тхуан Хоа    |
| 1998 | Ханой    | Ты Хоанг Тхонг | Ле Кьеу Тхьен Ким      |
| 1999 | Ханой    | Дао Тхьен Хай  | Ле Тхи Фыонг Льен      |
| 2000 | Хюэ      | Ты Хоанг Тхонг | Во Хонг Фыонг          |
| 2001 | Кантхо   | Дао Тхьен Хай  | Нгуен Тхи Тхань Ан     |
| 2002 | Вунгтау  | Дао Тхьен Хай  | Ле Кьеу Тхьен Ким      |
| 2003 | Донгтхап | Буй Винь       | Нгуен Тхи Тхань Ан     |
| 2004 | Далат    | Дао Тхьен Хай  | Хоанг Суан Тхань Кхьет |
| 2005 | Хюэ      | Нгуен Ань Зунг | Нгуен Тхи Тхань Ан     |
| 2006 | Донгтхап | Нгуен Ань Зунг | Ле Кьеу Тхьен Ким      |
| 2007 | Хюэ      | Ле Куанг Льем  | Ле Кьеу Тхьен Ким      |
| 2008 | Далат    | Нгуен Ван Хюи  | Фам Ле Тхао Нгуен      |
| 2009 | Ханой    | Буй Винь       | Ле Тхань Ту            |
| 2010 | Хошимин  | Ле Куанг Льем  | Хоанг Тхи Бао Чам      |
| 2011 | Далат    | Дао Тхьен Хай  | Нгуен Тхи Май Хынг     |
| 2012 | Кантхо   | Нгуен Дык Хоа  | Фам Ле Тхао Нгуен      |
| 2013 | Хошимин  | Нгуен Дык Хоа  | Нгуен Тхи Май Хынг     |
| 2014 | Далат    | Нгуен Дык Хоа  | Хоанг Тхи Ньы И        |
| 2015 | Хошимин  | Нгуен Ван Хюи  | Хоанг Тхи Бао Чам      |
| 2016 | Хюэ      | Нгуен Ань Кхой | Хоанг Тхи Бао Чам      |
| 2017 | Ханой    | Чан Туан Минь  | Хоанг Тхи Бао Чам      |
| 2018 | Хошимин  | Чан Туан Минь  | Хоанг Тхи Бао Чам      |
| 2019 | Бакзянг  | Нгуен Ань Кхой | Фам Ле Тхао Нгуен      |
| 2020 | Ханой    | Ле Туан Минь   | Лыонг Фыонг Хань       |
| 2021 | Хошимин  | Чан Туан Минь  | Фам Ле Тхао Нгуен      |